# Diamondog
Diamantino Edgar Capacassa Feijó, född den 23 augusti 1980 och mer känd som Diamondog är en angolansk rappare och journalist som numera bor i Berlin. Han är känd för politiskt inriktad hiphop och har dessutom en masterexamen i visuell antropologi från  Freie Universität Berlin.

## Turneringar
Diamondog har bland annat turnerat i Spanien och Portugal.. Han har också gjort spelningar i Kraków i Polen och i flera brasilianska städer.

## Diskografi
- Clandestino - Um Tributo às Nossas Nações 2004
- Coletania - Comida de Comer 2005
- Input - Junkies 2007
- Arrebite 2007
- Malucofonia 2008
- Mixtape - Democracy in Burundi 2008
- Gimme my Microphone Check 2009
- LMNZ - Hip Hop World Wide 2010